# Yngre Edda
Den yngre Edda, også kendt som "Snorres Edda" den "anden Edda" eller "Prosa-Eddaen", er en islandsk håndbog i skjaldekunst, som også indeholder mange mytologiske historier. Eddadigtene er hovedkilde til vores viden om nordisk mytologi. Desuden er Eddaen, sammen med samme forfatters Heimskringla og muligvis Egils saga et hovedværk blandt den islandske litteraturs klassikere.
Den menes at være skrevet af den islandske politiker og historiker Snorri Sturluson omkring 1220. Den er blevet overleveret via syv hoved-håndskrifter, skrevet fra omkring 1300 til omkring 1600.
Den kristne historikers begrundelse for at skrive om det hedenske stof var at det var nødvendigt for at bevare skjaldekunsten imod en stadig flom af udenlandske dansekvad, som nok uden undtagelse, var slet oversatte og i hvert fald helt uden forbindelse med den allervigtigste regel i islandsk poesi, nemlig bogstavrim. En anden forsyndelse var, at disse oversættelser i reglen ikke brød sig om rim, men lod assonans være godt nok.
Helt indtil det 19. århundrede sagde de digtere af en anden gren af litteraturen, nemlig de digtere som komponerede rimur, at de havde digtet ifølge edda-reglerne. Der findes omkring 1000 – 2000 rímur-cykler bevaret, og for det meste er de håndværk. Men der findes dog enkelte mesterværker deriblandt og direkte eller indirekte havde digterne lært af Snorri. Og en enkelt tilføjelse: Dróttkvæði digter man ikke længere, men der findes flere rímur fra det 20. århundrede.
Den yngre Edda består af tre forskellige tekster:
- Gylfaginning (ca. 20.000 ord)
- Skáldskaparmál (ca. 50.000 ord)
- Háttatal (ca. 20.000 ord).